# Sanremo-Festival 2015
Die 65. Ausgabe des Festival della Canzone Italiana di Sanremo fand 2015 vom 10. bis 14. Februar im Teatro Ariston in Sanremo statt und wurde von Carlo Conti moderiert, in Begleitung der ehemaligen Sanremo-Siegerinnen Arisa und Emma sowie der spanischen Schauspielerin und Moderatorin Rocío Muñoz Morales. Der Sieger des Wettbewerbs, Il Volo mit Grande amore, erhielt die Möglichkeit, Italien beim Eurovision Song Contest 2015 zu vertreten.
Mit knapp 12 Millionen Fernsehzuschauern am Finalabend und einem durchschnittlichen Marktanteil von 48,64 % war diese Ausgabe des Festivals die meistgesehene seit 2006; für die RAI bedeutete das einen Gewinn von ca. 6 Millionen Euro.

## Organisation

### Allgemein
Das Festival wurde vom Staatsfernsehen RAI organisiert. Nachdem die letztjährige Ausgabe unter der Leitung von Fabio Fazio von den Einschaltquoten her ein Flop gewesen war, wurde für 2015 Fazio durch Carlo Conti ersetzt. Conti moderierte das Festival zum ersten Mal. Für die musikalische Leitung (direzione musicale) war Pinuccio Pirazzoli verantwortlich, die Bühnenausstattung stammte von Riccardo Bocchini und Regie führte Maurizio Pagnussat. Die Musik-Kommission (commissione musicale) bestand neben Pirazzoli aus Giovanni Allevi, Rocco Tanica, Carolina Di Domenico, Claudio Fasulo und Ivana Sabatini.

### Presseraum
Der Presseraum (Sala Stampa) bezeichnet die aus Radio- und TV-Journalisten zusammengesetzte Jury, welche an den ersten drei Abenden zu 50 % die Abstimmungen beeinflusste.

### Expertenjury
Die Expertenjury (giuria degli esperti) stimmte am vierten und fünften Abend ab, wobei ihre Abstimmung jeweils 30 % der Gesamtwertung ausmachte. Sie setzte sich aus zehn Persönlichkeiten zusammen, die eine Verbindung zu Unterhaltung und Kultur haben:
- Claudio Cecchetto (Musikproduzent) – Vorsitzender
- Carlo Massarini (Journalist, TV- und Radiomoderator)
- Massimo Bernardini (Journalist, TV-Moderator)
- Andrea Mirò (Musikerin, Komponistin)
- Carlo Verdone (Filmregisseur, Schauspieler, Drehbuchautor)
- Camila Raznovich (TV-Moderatorin)
- Marino Bartoletti (Journalist, TV-Moderator)
- Paolo Beldì (Filmregisseur)
- Giovanni Veronesi (Drehbuchautor, Filmregisseur, Schauspieler)

### Demoskopische Jury
Die demoskopische Jury (giuria demoscopica) stellt eine Stichprobe aus 300 zufällig ausgewählten Musikkonsumenten dar, welche von zuhause aus über ein elektronisches System abstimmten. Wie die Expertenjury stimmte sie am vierten und fünften Abend ab und machte jeweils 30 % der Wertung aus.

## Teilnehmende Beiträge
In der Hauptkategorie Campioni traten 20 Kandidaten gegeneinander an, von denen 16 das Finale erreichten. In der Newcomer-Kategorie Nuove Proposte hingegen traten acht Kandidaten gegeneinander an, von denen vier am dritten Abend das Finale bestritten.

### Campioni
Die 20 Campioni wurden aus 186 Bewerbern ausgewählt und von Carlo Conti in der Fernsehshow L’Arena auf Rai 1 am 14. Dezember 2014 proklamiert.
| Platzierung | Interpret                           | Lied                               | Autoren                                                                                    |
| ----------- | ----------------------------------- | ---------------------------------- | ------------------------------------------------------------------------------------------ |
| 1           | Il Volo                             | Grande amore                       | Francesco Boccia, Ciro Esposito                                                            |
| 2           | Nek                                 | Fatti avanti amore                 | Filippo Neviani, Luca Chiaravalli, Andrea Bonomo, Luigi Fazio                              |
| 3           | Malika Ayane                        | Adesso e qui (nostalgico presente) | Malika Ayane, Gino De Crescenzo, Alessandra Flora, Giovanni Caccamo                        |
| 4           | Annalisa                            | Una finestra tra le stelle         | Francesco Silvestre                                                                        |
| 5           | Chiara                              | Straordinario                      | Ermal Meta, Gianni Pollex                                                                  |
| 6           | Marco Masini                        | Che giorno è                       | Federica Camba, Daniele Coro, Marco Masini                                                 |
| 7           | Dear Jack                           | Il mondo esplode (tranne noi)      | Piero Romitelli, Davide Simonetta                                                          |
| 8           | Gianluca Grignani                   | Sogni infranti                     | Gianluca Grignani                                                                          |
| 9           | Nina Zilli                          | Sola                               | Maria Chiara Fraschetta                                                                    |
| 10          | Lorenzo Fragola                     | Siamo uguali                       | Lorenzo Fragola, Federico Leonardo Lucia, Fausto Cogliati                                  |
| 11          | Alex Britti                         | Un attimo importante               | Alex Britti                                                                                |
| 12          | Irene Grandi                        | Un vento senza nome                | Irene Grandi, Saverio Lanza                                                                |
| 13          | Nesli                               | Buona fortuna amore                | Francesco Tarducci, Orazio Grillo                                                          |
| 14          | Bianca Atzei                        | Il solo al mondo                   | Francesco Silvestre                                                                        |
| 15          | Moreno                              | Oggi ti parlo così                 | Moreno Donadoni, Roberto Casalino, Massimiliano Dagani, Alessandro Erba, Marco Zangirolami |
| 16          | Grazia Di Michele und Mauro Coruzzi | Io sono una finestra               | Grazia Di Michele, Raffaele Petrangeli                                                     |
| 17          | Raf                                 | Come una favola                    | Raffaele Riefoli, Saverio Grandi, Emiliano Cecere                                          |
| 18          | Biggio und Mandelli                 | Vita d’inferno                     | Fabrizio Biggio, Francesco Mandelli, Martino Ferro                                         |
| 19          | Anna Tatangelo                      | Libera                             | Francesco Silvestre, Enrico Palmosi                                                        |
| 20          | Lara Fabian                         | Voce                               | Lara Fabian, Fio Zanotti, Cristiano Cremonini                                              |

### Nuove Proposte
Sechs der acht Newcomer wurden aus 561 Bewerbungen ausgewählt, zwei dagegen in der Vorentscheidung Area Sanremo ermittelt (Amara und Chanty); die Bekanntgabe der Namen erfolgte am 9. Dezember 2014 durch Carlo Conti.
| Platzierung | Interpret        | Lied                       | Autoren                                         |
| ----------- | ---------------- | -------------------------- | ----------------------------------------------- |
| 1           | Giovanni Caccamo | Ritornerò da te            | Giovanni Caccamo                                |
| 2           | KuTso            | Elisa                      | Matteo Gabbianelli                              |
| 3           | Enrico Nigiotti  | Qualcosa da decidere       | Enrico Nigiotti, Samuel Galvagno                |
| 4           | Amara            | Credo                      | Erika Mineo, Salvatore Mineo                    |
| 5           | Chanty           | Ritornerai                 | Chantal Saroldi, Andrea Bonomo, Manuela Speroni |
| 6           | Rakele           | Io non lo so cos’è l’amore | Bungaro, Cesare Chiodo, Giacomo Ronco           |
| 7           | Kaligola         | Oltre il giardino          | Gabriele Rosciglione                            |
| 8           | Serena Brancale  | Galleggiare                | Serena Brancale                                 |

## Vergebene Preise

### KategorieCampioni
- Sieger: Il Volo – Grande amore
- Zweitplatzierter: Nek – Fatti avanti amore
- Drittplatzierter: Malika Ayane – Adesso e qui (nostalgico presente)
- Premio della Critica “Mia Martini” (Kritikerpreis): Malika Ayane
- Premio al miglior arrangiamento (Preis für das beste Arrangement): Nek
- Premio Sala Stampa “Lucio Dalla” (Preis der Radio- und TV-Journalisten): Nek
- Miglior esibizione cover (bester Auftritt mit einer Coverversion): Nek – Se telefonando (Mina)

### KategorieNuove Proposte
- Sieger: Giovanni Caccamo – Ritornerò da te
- Premio della Critica “Mia Martini”: Giovanni Caccamo
- Premio Emanuele Luzzati: Giovanni Caccamo
- Premio Sala Stampa “Lucio Dalla”: Giovanni Caccamo
- Premio al miglior testo “Sergio Bardotti”: Kaligola – Oltre il giardino

### Lebenswerk
- Premio alla carriera: Pino Donaggio
- Targa Ambasciatore del Festival di Sanremo nel mondo: Al Bano & Romina Power
- Premio Città di Sanremo: Giorgio Panariello

## Abende

### Erster Abend
Am Eröffnungsabend präsentierten zehn der 20 Campioni ihr Lied. Anhand der Abstimmungsergebnisse, die zu je 50 % vom Fernsehpublikum und vom Presseraum bestimmt wurden, ergab sich eine vorläufige Rangliste.

#### Auftritte derCampioni
| Reihenfolge des Auftritts | Interpret                           | Lied                               | Abstimmungsergebnisse | Abstimmungsergebnisse | Abstimmungsergebnisse |
| Reihenfolge des Auftritts | Interpret                           | Lied                               | TV-Publikum (50 %)    | Presse (50 %)         | Insgesamt             |
| ------------------------- | ----------------------------------- | ---------------------------------- | --------------------- | --------------------- | --------------------- |
| 1                         | Chiara                              | Straordinario                      | 9,49 %                | 10,74 %               | 10,12 %               |
| 2                         | Gianluca Grignani                   | Sogni infranti                     | 4,82 %                | 5,37 %                | 5,10 %                |
| 3                         | Alex Britti                         | Un attimo importante               | 5,41 %                | 8,68 %                | 7,04 %                |
| 4                         | Malika Ayane                        | Adesso e qui (nostalgico presente) | 4,41 %                | 17,97 %               | 11,19 %               |
| 5                         | Dear Jack                           | Il mondo esplode (tranne noi)      | 23,05 %               | 3,93 %                | 13,49 %               |
| 6                         | Lara Fabian                         | Voce                               | 3,27 %                | 3,10 %                | 3,19 %                |
| 7                         | Nek                                 | Fatti avanti amore                 | 18,08 %               | 17,57 %               | 17,83 %               |
| 8                         | Grazia Di Michele und Mauro Coruzzi | Io sono una finestra               | 7,14 %                | 9,30 %                | 8,22 %                |
| 9                         | Annalisa                            | Una finestra tra le stelle         | 14,47 %               | 13,22 %               | 13,85 %               |
| 10                        | Nesli                               | Buona fortuna amore                | 9,86 %                | 10,12 %               | 9,99 %                |

#### Gäste
- Tiziano Ferro (Sänger)
- Alessandro Siani (Komiker)
- Al Bano & Romina Power (Sänger)
- Fabrizio Pulvirenti (Arzt, für Emergency im Kampf gegen Ebola)
- Imagine Dragons (Band)
- Francesco Cicchella und Vincenzo De Honestis (Komiker)

### Zweiter Abend
Der zweite Abend begann mit dem Newcomer-Wettbewerb, in dem vier der Nuove Proposte paarweise gegeneinander antreten; der jeweilige Sieger, der zu je 50 % vom Fernsehpublikum und vom Presseraum bestimmt wird, erreicht das Halbfinale am vierten Abend. Die verbleibenden zehn Campioni haben ihren Auftritt.

#### Auftritte derCampioni
| Reihenfolge des Auftritts | Interpret           | Lied                | Abstimmungsergebnisse | Abstimmungsergebnisse | Abstimmungsergebnisse |
| Reihenfolge des Auftritts | Interpret           | Lied                | TV-Publikum (50 %)    | Presse (50 %)         | Insgesamt             |
| ------------------------- | ------------------- | ------------------- | --------------------- | --------------------- | --------------------- |
| 1                         | Nina Zilli          | Sola                | 3,49 %                | 13,50 %               | 8,49 %                |
| 2                         | Marco Masini        | Che giorno è        | 11,81 %               | 15,48 %               | 13,64 %               |
| 3                         | Anna Tatangelo      | Libera              | 4,94 %                | 5,16 %                | 5,05 %                |
| 4                         | Raf                 | Come una favola     | 4,81 %                | 8,33 %                | 6,57 %                |
| 5                         | Il Volo             | Grande amore        | 44,56 %               | 8,73 %                | 26,64 %               |
| 6                         | Irene Grandi        | Un vento senza nome | 2,97 %                | 16,27 %               | 9,62 %                |
| 7                         | Lorenzo Fragola     | Siamo uguali        | 12,51 %               | 11,51 %               | 12,01 %               |
| 8                         | Biggio und Mandelli | Vita d’inferno      | 3,38 %                | 7,34 %                | 5,36 %                |
| 9                         | Bianca Atzei        | Il solo al mondo    | 6,17 %                | 6,74 %                | 6,46 %                |
| 10                        | Moreno              | Oggi ti parlo così  | 5,37 %                | 6,94 %                | 6,16 %                |

#### Auftritte derNuove Proposte
|                    | Reihenfolge des Auftritts | Interpret       | Lied                 | Abstimmungsergebnisse | Abstimmungsergebnisse | Abstimmungsergebnisse |
| TV-Publikum (50 %) | Reihenfolge des Auftritts | Interpret       | Lied                 | Presse (50 %)         | Insgesamt             |                       |
| ------------------ | ------------------------- | --------------- | -------------------- | --------------------- | --------------------- | --------------------- |
| I                  | 1                         | Kutso           | Elisa                | 56,19 %               | 61,98 %               | 59,08 %               |
| I                  | 2                         | Kaligola        | Oltre il giardino    | 43,81 %               | 38,02 %               | 40,92 %               |
| II                 | 3                         | Enrico Nigiotti | Qualcosa da decidere | 70,31 %               | 32,74 %               | 51,53 %               |
| II                 | 4                         | Chanty          | Ritornerai           | 29,69 %               | 67,26 %               | 48,47 %               |

#### Gäste
- Pilobolus (Tanzgruppe)
- Joe Bastianich (Restaurant-Besitzer)
- Biagio Antonacci (Sänger)
- Charlize Theron (Schauspielerin)
- Angelo Pintus (Komiker)
- Pino Donaggio (Cantautore)
- Vincenzo Nibali (Radrennfahrer)
- Claudio Amendola, Luca Argentero (Schauspieler)
- Conchita Wurst (Sängerin)
- Javier Zanetti (Fußballspieler)
- Marlon Roudette (Sänger)

### Dritter Abend
Der Wettbewerb der Nuove Proposte wurde mit den vier verbleibenden Kandidaten fortgesetzt; wieder traten sie paarweise gegeneinander an und kämpften um den Finaleinzug am vierten Abend. Die 20 Campioni hingegen präsentierten Coverversionen bekannter italienischer Lieder. Die Abstimmung über das beste Cover hat keinen Einfluss auf den Wettbewerb selbst, ist aber mit einem Sonderpreis bedacht.

#### Auftritte derCampioni
|                    | Reihenfolge des Auftritts | Interpret                              | Cover (Originalinterpret)                                 | Abstimmungsergebnisse | Abstimmungsergebnisse | Abstimmungsergebnisse |
| TV-Publikum (50 %) | Reihenfolge des Auftritts | Interpret                              | Cover (Originalinterpret)                                 | Presse (50 %)         | Insgesamt             |                       |
| ------------------ | ------------------------- | -------------------------------------- | --------------------------------------------------------- | --------------------- | --------------------- | --------------------- |
| I                  | 1                         | Raf                                    | Rose rosse (Massimo Ranieri)                              | 14,29 %               | 7,73 %                | 11,01 %               |
| I                  | 2                         | Irene Grandi                           | Se perdo te (Patty Pravo)                                 | 14,18 %               | 31,44 %               | 22,81 %               |
| I                  | 3                         | Moreno                                 | Una carezza in un pugno (Adriano Celentano)               | 42,00 %               | 37,63 %               | 39,82 %               |
| I                  | 4                         | Anna Tatangelo                         | Dio come ti amo (Domenico Modugno und Gigliola Cinquetti) | 29,53 %               | 23,20 %               | 26,37 %               |
| II                 | 5                         | Biggio und Mandelli mit Cochi e Renato | E la vita, la vita (Cochi e Renato)                       | 6,59 %                | 11,06 %               | 8,83 %                |
| II                 | 6                         | Chiara                                 | Il volto della vita (Caterina Caselli)                    | 26,82 %               | 26,99 %               | 26,91 %               |
| II                 | 7                         | Nesli                                  | Mare mare (Luca Carboni)                                  | 12,82 %               | 13,72 %               | 13,27 %               |
| II                 | 8                         | Nek                                    | Se telefonando (Mina)                                     | 53,77 %               | 48,23 %               | 50,99 %               |
| III                | 9                         | Dear Jack                              | Io che amo solo te (Sergio Endrigo)                       | 59,87 %               | 20,54 %               | 40,21 %               |
| III                | 10                        | Grazia Di Michele und Platinette       | Alghero (Giuni Russo)                                     | 10,25 %               | 35,71 %               | 22,98 %               |
| III                | 11                        | Bianca Atzei                           | Ciao amore ciao (Luigi Tenco)                             | 16,52 %               | 15,63 %               | 16,08 %               |
| III                | 12                        | Alex Britti                            | Io mi fermo qui (Dik Dik)                                 | 13,36 %               | 28,12 %               | 20,74 %               |
| IV                 | 13                        | Lorenzo Fragola                        | Una città per cantare (Ron)                               | 14,21 %               | 22,81 %               | 18,51 %               |
| IV                 | 14                        | Il Volo                                | Ancora (Eduardo De Crescenzo)                             | 62,96 %               | 20,18 %               | 41,57 %               |
| IV                 | 15                        | Annalisa                               | Ti sento (Matia Bazar)                                    | 15,81 %               | 36,40 %               | 26,11 %               |
| IV                 | 16                        | Lara Fabian                            | Sto male (Ornella Vanoni)                                 | 7,02 %                | 20,61 %               | 13,82 %               |
| V                  | 17                        | Gianluca Grignani                      | Vedrai vedrai (Luigi Tenco)                               | 33,95 %               | 12,82 %               | 23,39 %               |
| V                  | 18                        | Nina Zilli                             | Se bruciasse la città (Massimo Ranieri)                   | 13,49 %               | 22,65 %               | 18,07 %               |
| V                  | 19                        | Malika Ayane                           | Vivere (Vasco Rossi)                                      | 14,88 %               | 37,61 %               | 26,25 %               |
| V                  | 20                        | Marco Masini                           | Sarà per te (Francesco Nuti)                              | 37,68 %               | 26,92 %               | 32,30 %               |

| Platzierung | Interpret    | Cover (Originalinterpret)                   | Endwertung         | Endwertung    | Endwertung |
| Platzierung | Interpret    | Cover (Originalinterpret)                   | TV-Publikum (50 %) | Presse (50 %) | Insgesamt  |
| ----------- | ------------ | ------------------------------------------- | ------------------ | ------------- | ---------- |
| 1           | Nek          | Se telefonando (Mina)                       | 16,72 %            | 37,94 %       | 27,33 %    |
| 2           | Il Volo      | Ancora (Eduardo De Crescenzo)               | 44,64 %            | 8,93 %        | 26,79 %    |
| 3           | Marco Masini | Sarà per te (Francesco Nuti)                | 15,69 %            | 26,79 %       | 21,24 %    |
| 4           | Moreno       | Una carezza in un pugno (Adriano Celentano) | 6,39 %             | 19,64 %       | 13,02 %    |
| 5           | Dear Jack    | Io che amo solo te (Sergio Endrigo)         | 16,56 %            | 6,70 %        | 11,63 %    |

#### Auftritte derNuove proposte
|                    | Reihenfolge des Auftritts | Interpret        | Lied                       | Abstimmungsergebnisse | Abstimmungsergebnisse | Abstimmungsergebnisse |
| TV-Publikum (50 %) | Reihenfolge des Auftritts | Interpret        | Lied                       | Presse (50 %)         | Insgesamt             |                       |
| ------------------ | ------------------------- | ---------------- | -------------------------- | --------------------- | --------------------- | --------------------- |
| III                | 1                         | Giovanni Caccamo | Ritornerò da te            | 73,79 %               | 61,90 %               | 67,85 %               |
| III                | 2                         | Serena Brancale  | Galleggiare                | 26,21 %               | 38,10 %               | 32,16 %               |
| IV                 | 3                         | Amara            | Credo                      | 57,07 %               | 58,56 %               | 57,82 %               |
| IV                 | 4                         | Rakele           | Io non lo so cos’è l’amore | 42,93 %               | 41,44 %               | 42,18 %               |

#### Gäste
- Federico Paciotti (Gitarrist und Tenor)
- Samantha Cristoforetti (Astronautin; Liveschaltung aus der ISS)
- Luca e Paolo (Komiker)
- Massimo Ferrero (Filmproduzent, Präsident von Sampdoria Genua)
- Spandau Ballet (Band)
- Vittoria Puccini (Schauspielerin)
- Saint Motel (Band)

### Vierter Abend
Die vier verbliebenen Nuove Proposte traten erneut paarweise gegeneinander an. In einer zweiten Runde kam es zwischen den daraus hervorgehenden Finalisten noch einmal zum Duell. Alle 20 Campioni traten ein weiteres Mal auf und stellten sich einer erneuten Abstimmung. Aus den Abstimmungsergebnissen des ersten, zweiten und vierten Abends ergab sich in der Folge die Reihenfolge des Auftritts im Finale; die vier letztplatzierten Kandidaten schieden endgültig aus.

#### Auftritte derCampioni
| Reihenfolge des Auftritts | Interpret                           | Lied                               | Abstimmungsergebnisse | Abstimmungsergebnisse | Abstimmungsergebnisse     | Abstimmungsergebnisse | Abstimmungsergebnisse |
| Reihenfolge des Auftritts | Interpret                           | Lied                               | TV-Publikum (40 %)    | TV-Publikum (40 %)    | demoskopische Jury (30 %) | Expertenjury (30 %)   | Insgesamt             |
| Reihenfolge des Auftritts | Interpret                           | Lied                               | Abend 1 oder 2 (50 %) | Abend 4 (50 %)        | demoskopische Jury (30 %) | Expertenjury (30 %)   | Insgesamt             |
| ------------------------- | ----------------------------------- | ---------------------------------- | --------------------- | --------------------- | ------------------------- | --------------------- | --------------------- |
| 1                         | Annalisa                            | Una finestra tra le stelle         | 6,51 %                | 7,01 %                | 7,63 %                    | 6,88 %                | 6,83 %                |
| 2                         | Nesli                               | Buona fortuna amore                | 4,70 %                | 3,59 %                | 2,90 %                    | 3,13 %                | 5,97 %                |
| 3                         | Irene Grandi                        | Un vento senza nome                | 4,96 %                | 1,54 %                | 5,57 %                    | 4,38 %                | 4,28 %                |
| 4                         | Nek                                 | Fatti avanti amore                 | 8,38 %                | 8,02 %                | 9,33 %                    | 11,25 %               | 8,88 %                |
| 5                         | Bianca Atzei                        | Il solo al mondo                   | 3,41 %                | 3,39 %                | 3,37 %                    | 0,00 %                | 2,89 %                |
| 6                         | Biggio und Mandelli                 | Vita d’inferno                     | 2,80 %                | 1,80 %                | 2,68 %                    | 4,38 %                | 2,82 %                |
| 7                         | Moreno                              | Oggi ti parlo così                 | 3,25 %                | 3,43 %                | 2,85 %                    | 3,12 %                | 3,21 %                |
| 8                         | Lara Fabian                         | Voce                               | 1,50 %                | 1,61 %                | 3,38 %                    | 0,62 %                | 1,67 %                |
| 9                         | Grazia Di Michele und Mauro Coruzzi | Io sono una finestra               | 3,89 %                | 2,84 %                | 3,77 %                    | 5,00 %                | 3,83 %                |
| 10                        | Lorenzo Fragola                     | Siamo uguali                       | 6,36 %                | 5,21 %                | 4,38 %                    | 1,88 %                | 5,16 %                |
| 11                        | Anna Tatangelo                      | Libera                             | 2,67 %                | 3,16 %                | 3,38 %                    | 1,88 %                | 2,76 %                |
| 12                        | Il Volo                             | Grande amore                       | 14,45 %               | 33,39 %               | 11,33 %                   | 6,25 %                | 16,54 %               |
| 13                        | Gianluca Grignani                   | Sogni infranti                     | 2,40 %                | 2,74 %                | 2,80 %                    | 6,25 %                | 3,11 %                |
| 14                        | Malika Ayane                        | Adesso e qui (nostalgico presente) | 5,40 %                | 1,45 %                | 7,57 %                    | 18,12 %               | 6,84 %                |
| 15                        | Dear Jack                           | Il mondo esplode tranne noi        | 6,17 %                | 8,61 %                | 2,93 %                    | 0,63 %                | 5,34 %                |
| 16                        | Marco Masini                        | Che giorno è                       | 7,19 %                | 4,54 %                | 5,15 %                    | 4,38 %                | 5,93 %                |
| 17                        | Nina Zilli                          | Sola                               | 4,40 %                | 1,19 %                | 5,88 %                    | 8,12 %                | 4,54 %                |
| 18                        | Alex Britti                         | Un attimo importante               | 3,35 %                | 1,14 %                | 4,62 %                    | 5,62 %                | 3,44 %                |
| 19                        | Raf                                 | Come una favola                    | 3,44 %                | 1,48 %                | 3,87 %                    | 1,88 %                | 2,88 %                |
| 20                        | Chiara                              | Straordinario                      | 4,77 %                | 3,85 %                | 6,60 %                    | 6,25 %                | 5,08 %                |

#### Auftritte derNuove Proposte
|                    | Reihenfolge des Auftritts | Interpret        | Lied                 | Halbfinalwertung          | Halbfinalwertung    | Halbfinalwertung | Halbfinalwertung |
| TV-Publikum (40 %) | Reihenfolge des Auftritts | Interpret        | Lied                 | demoskopische Jury (30 %) | Expertenjury (30 %) | Insgesamt        |                  |
| ------------------ | ------------------------- | ---------------- | -------------------- | ------------------------- | ------------------- | ---------------- | ---------------- |
| V                  | 1                         | Amara            | Credo                | 53,35 %                   | 43,85 %             | 25,00 %          | 42,00 %          |
| V                  | 2                         | Kutso            | Elisa                | 46,65 %                   | 56,15 %             | 75,00 %          | 58,00 %          |
| VI                 | 3                         | Enrico Nigiotti  | Qualcosa da decidere | 37,83 %                   | 46,00 %             | 62,50 %          | 47,68 %          |
| VI                 | 4                         | Giovanni Caccamo | Ritornerò da te      | 62,17 %                   | 54,00 %             | 37,50 %          | 52,32 %          |

| Nr. | Interpret        | Lied            | Finalwertung       | Finalwertung              | Finalwertung        | Finalwertung |
| Nr. | Interpret        | Lied            | TV-Publikum (40 %) | demoskopische Jury (30 %) | Expertenjury (30 %) | Insgesamt    |
| --- | ---------------- | --------------- | ------------------ | ------------------------- | ------------------- | ------------ |
| 1   | Kutso            | Elisa           | 27,83 %            | 34,20 %                   | 75,00 %             | 43,89 %      |
| 2   | Giovanni Caccamo | Ritornerò da te | 72,17 %            | 65,80 %                   | 25,00 %             | 56,11 %      |

#### Gäste
- Pilobolus (Tanzgruppe)
- Antonio Conte (Trainer der Italienischen Fußballnationalmannschaft)
- Virginia Raffaele (Komikerin)
- Gabriele Cirilli (Komiker, Schauspieler und Fernsehmoderator)
- Elena Sofia Ricci (Schauspielerin)
- Giovanni Allevi (Musiker und Komponist)
- The Avener (Musikproduzent)

### Fünfter Abend
Nachdem die 16 Finalisten mit ihrem Lied aufgetreten waren, gelangten die drei Kandidaten mit den höchsten Abstimmungsergebnissen in die Endrunde. Erst nach einer erneuten Abstimmungsrunde wurde aus den verbliebenen drei der Sieger ermittelt.

#### Auftritte derCampioni
| Reihenfolge des Auftritts | Interpret                            | Lied                               | Abstimmungsergebnisse | Abstimmungsergebnisse     | Abstimmungsergebnisse | Abstimmungsergebnisse |
| Reihenfolge des Auftritts | Interpret                            | Lied                               | TV-Publikum (40 %)    | demoskopische Jury (30 %) | Expertenjury (30 %)   | Insgesamt             |
| ------------------------- | ------------------------------------ | ---------------------------------- | --------------------- | ------------------------- | --------------------- | --------------------- |
| 1                         | Marco Masini                         | Che giorno è                       | 5,97 %                | 6,00 %                    | 3,75 %                | 5,31 %                |
| 2                         | Nina Zilli                           | Sola                               | 1,86 %                | 7,35 %                    | 5,63 %                | 4,64 %                |
| 3                         | Chiara                               | Straordinario                      | 6,23 %                | 8,50 %                    | 4,38 %                | 6,35 %                |
| 4                         | Dear Jack                            | Il mondo esplode tranne noi        | 10,41 %               | 3,00 %                    | 0,00 %                | 5,07 %                |
| 5                         | Malika Ayane                         | Adesso e qui (nostalgico presente) | 2,56 %                | 9,43 %                    | 26,25 %               | 11,73 %               |
| 6                         | Nek                                  | Fatti avanti amore                 | 9,61 %                | 11,92 %                   | 20,00 %               | 13,42 %               |
| 7                         | Il Volo                              | Grande amore                       | 38,73 %               | 13,38 %                   | 8,75 %                | 22,13 %               |
| 8                         | Annalisa                             | Una finestra tra le stelle         | 6,23 %                | 8,65 %                    | 4,38 %                | 6,40 %                |
| 9                         | Alex Britti                          | Un attimo importante               | 1,14 %                | 4,85 %                    | 5,00 %                | 3,41 %                |
| 10                        | Irene Grandi                         | Un vento senza nome                | 1,22 %                | 6,07 %                    | 2,50 %                | 3,06 %                |
| 11                        | Lorenzo Fragola                      | Siamo uguali                       | 6,05 %                | 4,83 %                    | 2,50 %                | 4,62 %                |
| 12                        | Bianca Atzei                         | Il solo al mondo                   | 2,26 %                | 3,90 %                    | 0,63 %                | 2,26 %                |
| 13                        | Moreno                               | Oggi ti parlo così                 | 2,03 %                | 2,60 %                    | 1,88 %                | 2,15 %                |
| 14                        | Gianluca Grignani                    | Sogni infranti                     | 1,63 %                | 2,87 %                    | 11,25 %               | 4,89 %                |
| 15                        | Grazia Di Michele und Mauro Corruzzi | Io sono una finestra               | 1,52 %                | 3,63 %                    | 0,63 %                | 1,89 %                |
| 16                        | Nesli                                | Buona fortuna amore                | 2,54 %                | 3,02 %                    | 2,50 %                | 2,67 %                |

| Reihenfolge des Auftritts | Interpret    | Lied                               | Finalabstimmung    | Finalabstimmung           | Finalabstimmung     | Finalabstimmung |
| Reihenfolge des Auftritts | Interpret    | Lied                               | TV-Publikum (40 %) | demoskopische Jury (30 %) | Expertenjury (30 %) | Insgesamt       |
| ------------------------- | ------------ | ---------------------------------- | ------------------ | ------------------------- | ------------------- | --------------- |
| 1                         | Il Volo      | Grande amore                       | 56,19 %            | 32,33 %                   | 22,92 %             | 39,05 %         |
| 2                         | Nek          | Fatti avanti amore                 | 33,38 %            | 35,94 %                   | 37,50 %             | 35,38 %         |
| 3                         | Malika Ayane | Adesso e qui (nostalgico presente) | 10,44 %            | 31,72 %                   | 39,58 %             | 25,57 %         |

#### Gäste
- Cast der italienischen Version des Musicals Romeo und Julia
- Cast der italienischen Fernsehserie Braccialetti rossi
- Premiata Forneria Marconi (Band) mit einer italienischen Militärkapelle
- Gianna Nannini (Musikerin)
- Giorgio Panariello (Komiker)
- Ed Sheeran (Musiker)
- Will Smith und Margot Robbie (Schauspieler)
- Marta Zoboli und Gianluca De Angelis (Komiker)
- Enrico Ruggeri (Musiker)

## Ausstrahlung und Einschaltquoten
| Staat                   | Sender                               |
| ----------------------- | ------------------------------------ |
| Italien                 | Rai 1, Rai HD; Rai Italia (weltweit) |
| Italien                 | Rai Radio 2, Rai Isoradio            |
| Albanien                | TVSH 2                               |
| Bosnien und Herzegowina | BHRT                                 |

Italienische Einschaltquoten gemäß Auditel-Erhebungen:
| Ausstrahlung     | Durchschnitt | Durchschnitt |
| Ausstrahlung     | Zuschauer    | Quoten       |
| ---------------- | ------------ | ------------ |
| 10. Februar 2015 | 11.768.000   | 49,34 %      |
| 11. Februar 2015 | 10.091.000   | 41,68 %      |
| 12. Februar 2015 | 10.586.000   | 49,51 %      |
| 13. Februar 2015 | 9.857.000    | 47,82 %      |
| 14. Februar 2015 | 11.843.000   | 54,21 %      |
| Durchschnitt     | 10.837.000   | 48,64 %      |

## Kompilation
Eine Kompilation mit allen teilnehmenden Liedern erschien noch während des Festivals am 13. Februar unter dem Namen Super Sanremo 2015. Sie erreichte auf Anhieb die Spitze der offiziellen Kompilationen-Charts und hielt diese Position acht Wochen lang; damit war sie die meistverkaufte Kompilation des Jahres.

## Belege
1. ↑  Sanremo, il più visto degli ultimi dieci anni. 6 milioni di saldo attivo. In: Repubblica.it. Gruppo Editoriale L’Espresso, 15. Februar 2015, abgerufen am 3. Februar 2016 (italienisch).
2. ↑  Sanremo 2015, il regolamento ufficiale del primo Festival di Carlo Conti. In: Sorrisi.com. Arnoldo Mondadori Editore, 29. September 2014, abgerufen am 8. Februar 2015 (italienisch).
3. ↑  Sanremo 2015, i nomi dei 20 artisti in gara al Festival. In: Sorrisi.com. Arnoldo Mondadori Editore, 14. Dezember 2014, archiviert vom Original (nicht mehr online verfügbar) am 10. Februar 2015; abgerufen am 8. Februar 2015 (italienisch).  Info: Der Archivlink wurde automatisch eingesetzt und noch nicht geprüft. Bitte prüfe Original- und Archivlink gemäß Anleitung und entferne dann diesen Hinweis.
4. ↑  Alessandro Alicandri: Sanremo 2015: tutto sulle giovani Nuove Proposte. In: Panorama.it. Arnoldo Mondadori Editore, 9. Dezember 2014, abgerufen am 8. Februar 2015 (italienisch).
5. 1 2 3 4 5 6 7  Votazioni Artisti Campioni. (PDF) RAI, abgerufen am 20. Februar 2015 (italienisch).
6. 1 2 3 4  Votazioni Artisti Nuove Proposte. (PDF) RAI, abgerufen am 20. Februar 2015 (italienisch).
7. ↑  I dati della prima serata di #Sanremo2015. RAI, 11. Februar 2015, archiviert vom Original (nicht mehr online verfügbar) am 17. März 2015; abgerufen am 3. Februar 2016 (italienisch).
8. ↑  I dati della seconda serata di #Sanremo2015. RAI, 12. Februar 2015, archiviert vom Original (nicht mehr online verfügbar) am 21. Februar 2015; abgerufen am 3. Februar 2016 (italienisch).
9. ↑  I dati della terza serata di #Sanremo2015. RAI, 13. Februar 2015, archiviert vom Original (nicht mehr online verfügbar) am 21. Februar 2015; abgerufen am 3. Februar 2016 (italienisch).
10. ↑  Mattia Buonocore: Ascolti TV di venerdì 13 febbraio 2015: in 9,8 mln per la quarta serata del Festival di Sanremo. In: DavideMaggio.it. mediaMai, 14. Februar 2015, abgerufen am 3. Februar 2016 (italienisch).
11. ↑  I dati della serata finale di #Sanremo2015. RAI, 15. Februar 2015, archiviert vom Original (nicht mehr online verfügbar) am 21. Februar 2015; abgerufen am 3. Februar 2016 (italienisch).
12. ↑  Compilation, classifica settimanale WK 7. FIMI, abgerufen am 3. Februar 2016 (italienisch).
13. ↑  Compilation, classifica settimanale WK 15. FIMI, abgerufen am 3. Februar 2016 (italienisch).
14. ↑  Classifiche “Top of the Music” 2015 FIMI-GfK: La musica italiana in vetta negli album e nei singoli digitali. FIMI, 8. Januar 2016, archiviert vom Original (nicht mehr online verfügbar) am 8. Januar 2016; abgerufen am 3. Februar 2016 (italienisch).  Info: Der Archivlink wurde automatisch eingesetzt und noch nicht geprüft. Bitte prüfe Original- und Archivlink gemäß Anleitung und entferne dann diesen Hinweis.